# Morušovník černý
Morušovník černý (Morus nigra), též nazývaný moruše černá, je druh rostliny z čeledi morušovníkovité.

## Popis
Morušovník černý je opadavý strom dorůstající běžně výšky 10 m. Kůra je ojíněná a světle zelená v mládí, později světle hnědošedá, popraskaná. Listy jsou dlanité se zubatými okraji, zespodu plstnaté. Ochlupený řapík je odlišovacím znakem od jiných variant morušovníku. Kvete od května do června. Plody průběžně dozrávají a opadávají. Jsou malé tmavě fialové až černé peckovičky v 2 — 4 cm dlouhých souplodích, se sladkou chutí a jemnou vůní.

## Využití
Morušovník se pěstuje jako okrasný strom. Pěstuje se také jako ovocný strom. Plody jsou velmi chutné a konzumují se buď čerstvé, nebo se z nich připravují zavařeniny nebo vína. Černá moruše je však teplomilnější než moruše bílá a daří se jí spíš ve Středomoří nebo ve vinařských oblastech (např. u obce Pukanec v okrese Levice na Slovensku).